# Видове спорт
Следва списък със спортове и спортни игри, разделен по категории. Съществуват много повече видове спорт, които могат да се добавят. Тази система има недостатък, тъй като някои спортове могат да се поберат в повече от една категория.
Според Световната спортна енциклопедия (2003) съществуват 8000 местни спорта и спортни игри.

## Физически спорт

### Въздушни спортове
- Аеробатика
- Въздушно състезание
  - Полет с хелиеви балони
  - Полет на балон със седалка (Hopper balloon)

- Безмоторно летене
  - Състезания с безмоторни самолети
  - Полети с безмоторни самолети за значки, диаманти и рекорди на FAI

- Планеризъм
- Делтапланеризъм
  - Моторен делтапланеризъм
- Human powered aircraft
- Авиомоделизъм
- Парашутизъм
  - Скачане с парашут
  - Банзай парашутизъм
  - Бейс джъмпинг (BASE jumping)
  - Скайсърфинг (Skysurfing)
  - Уингсют
- Парапланеризъм
  - Летене с парамотор
- Парапланеризъм
  - Мотопланеризъм
- Свръхлека авиация

### Стрелба с лък
Основна статия: Стрелба с лък
- Полева стрелба с лък
- Небесна стрелба с лък
- Корейски лък
- Вътрешна стрелба с лък
- Кюдо
- Popinjay
- Целева стрелба с лък

### Игри с топка над мрежа
- Бадминтон
- Бадминтон с топка
- Бирибол
- Bossaball
- Фисбол
- Футбол на мрежа (Footbag net)
- Тенисбол (Football tennis)
- Футволей
- Хувърбол
- Топка с перце (Jianzi)
- Падел
- Петека
- Pickleball
- Тенис на платформа (Platform tennis)
- Ратанова топка или Сепак Такроу
- Сипа
- Тенис на маса
- Тенис
- Throwball
- Волейбол [2]
- Плажен волейбол
- Параолимпийски волейбол
- Волейбол в басейн (Water volleyball)
- Wallyball

### Баскетбол семейство
- Баскетбол
  - Плажен баскетбол
  - Глух баскетбол (баскетбол за глухи хора)
  - Стрийтбол
  - Воден баскетбол (Water basketball)
  - Баскетбол с инвалидна количка
- Cestoball
- Корфбол
- Женски баскетбол (Netball)
  - Fastnet
  - Женски баскетбол в зала (Indoor netball)
- Рингбол (Ringball)
- Слембол (Slamball)

### Батиращи с топка игри
- Бейзбол
- Софтбол
- Слоупитч
- Фастпич софтбол
- 16-инчов софтбол
- Bat and trap
- Британски бейзбол – четири постове
- Brännboll – четири бази
- Коркбол – четири бази (без базово изпълнение)
- Крикет
  - Закрит крикет
  - Еднодневен крикет
  - Еднодневен международен крикет
  - Крикет тест
  - Двайсет20
- Датска дългатопка
- Кикбол
- Киликити
- Лапта
- Масачузетцка игра – четири бази
- Матбол (Matball)
- Ойна (Oină)-румънска игра
- Кетбол (Old cat)
- Over-the-line
- Палант(Palant)-полска игра
- Песапало – четири бази
- Пънчбол (Punchball)
- Раундерз (Rounders)
- Скръб бейзбол – четири бази (Scrub baseball)
- Стикбол (Stickball)
- Стулбол (Stoolball)
- Т-бол (Tee-ball)
- Градска топка (Town ball)
- Вигоро – две вратички (Vigoro)
- Wireball
- Уифълбол (Wiffleball)

### Въртене на батон
- Въртене на батон[3]

### Акробатични видове спорт
- Състезателни танци
- Мажоретни танци
- Гимнастика
- латино танци

### Спортни духови оркестри
- Мажоретни
- Маршируващи [4][5][6]

### Бордни спортове
Спорт, който се играе с някакъв вид дъска като основно средство.
- - Скейтбординг
  - Скутеринг
  - Рипстик
  - Фрииборд(Freeboard)
  - Лонгборд(Longboarding)
  - Стриитборд(Snakeboard)
- Скайсърфинг
- Улично спускане с шейна
- Сноубординг
  - Маунтинбординг(Mountainboarding)
  - Сандбординг
  - Сноукайтинг
- Сърфиране
  - Уейксърфинг
  - Бодибординг
  - Хидроспийд[7]
  - Скимборд
  - Уиндсърфинг
- Уейкбординг
  - Kneeboarding
  - Паделбординг(Paddleboarding)

### Спортни игри с хващане
- Народна топка
- Ga-ga
- Пази се (детска игра)
- Кинбол(Kin-Ball)
- Newcomb ball
- Куидич
- Хотбокс(Rundown)
- Юкигасен е спорт по бой със снежни топки с произход Япония.(Yukigassen)

### Катерене
- Дюлфер-слизане с двойно въже(Abseiling)
- Каньонинг(Canyoning) представлява придвижване по дълбоки речни корита, водопади и скални отвеси чрез използване на алпийски техники и съоръжения[8].
- Изкуствено катерене
- Ледено катерене
- Смесено катерене
- Алпинизъм
- Скално катерене
  - Боулдъринг(Bouldering)
  - Дълбоководно солопиране
  - Спортно катерене
  - Традиционно катерене
- Други
  - Каньониг (Canyoneering)
  - Коустеринг
  - Пешеходен туризъм(Hiking)
  - Катерене по въже
  - Катерене по пилон

### Колоездене
Основна статия: Колоездене
Колоезденето е спорт с велосипеди и с едноколесни такива.

#### Велосипед
Основна статия: Велосипед
- Артистично колоездене
- BMX
- Велокрос
- Планинско колоездене
- Вело поло[9]
- Cycle speedway
- Планинско спускане
- Дърт
- Свободен стил BMX
- Вело поло на твърда настилка
- Пътни велосипедни състезания
- Колоездене на писта
- Подводно колоездене

#### Сноубайк
- Сноубайк

#### Едноколесен велосипед
Основна статия: Едноколесен велосипед
- Планинско колоездене с едноколесен велосипед
- Баскетбол с едноколесен велосипед
- Хокей с едноколесен велосипед
- Състезание с преодоляване на препятствия (Unicycle trials)

### Бойни спортове:бойни спортове и бойни изкуства
Основна статия:Бойни спортове и бойни изкуства
Бойните спортове са вид спорт, при който се образува физически контакт между двама бойци, които се бият един срещу друг по строго определени правила за участие.

#### Греплинг(Grappling)
- Айки-Джу джицу
  - Айкидо
- Джиу-джицу(Jujutsu)
  - Джудо
    - Бразилско джиу-джицу
- Самбо (бойно изкуство)
- Сумо
- Борба
  - Аматьорска борба(Amateur wrestling)
    - Класическа борба
    - Свободна борба
- Мазна (Пехливанска борба)
  - Боликела (Boli Khela)
  - Яка-и-лакът
  - Корнуелска борба
  - Филипинска борба (Dumog)
  - Глима
  - Gouren
  - Кураш
- Ланкаширска борба
  - Catch wrestling
- Malla-yuddha
- Монголска борба
- Кушти(Pehlwani)
- Професионална борба
- Швинген(Schwingen)-шведска борба
- Shuai jiao
- Ssireum-корейска борба
- Варзеш-е Пахлавани
- Гръцка борба

#### Ударни бойни спортове
- Чой Куанг-До(Choi Kwang-Do)
- Бокс
- Бокатор(Bokator)-камбоджанско бойно изкуство
- Капоейра
- Фуджиан Белия жерав
- Карате
- Кемпо
- Кикбокс
- Летвей
- Муай тай
- Прадал Серей
- Санда
- Сават
- Шаолин Кунг Фу
- Сикаран – филипинско карате
- Силат е сборният термин, с който се определят голяма част от разновидностите на коренните бойни изкуства в Индонезийския архипелаг и Малайския полуостров в Югоизточна Азия.
- Субак – прародителят на корейското таекуондо
- Те Кион (Taekkyeon)
- Таекуондо
- Taidō
- Танг Су До
- Винг-чун

#### Смесени бойни изкуства
Виж също:Смесени бойни изкуства
- Ба гуа джан
- Бандо(Bando)-атрактивен и бърз отбранителен боен стил от Мианмар
- Бартицу(Bartitsu)
- Буджинкан
- Хапкидо
- Хуа Ранг До
- Джийт кун до
- Каджукенбо е хибридно бойно изкуство, съчетаващо техники от бокса, джудото, джуджуцуто, кемпо карате, ескрима, тан су до и кунг-фу.
- Каларипаяту (Kalaripayattu)
- Крав Мага
- Kuk Sool Won
- Програма по бойно-приложни техники на морската пехота(Marine Corps Martial Arts Program)
- Смесени бойни изкуства
- Танлан цюан е един от видовете ушу наречен юмрукът на богомолката
- Нинджуцу
- Панкратион
- Пенкак Силат
- Санда
- Шидокан Карате[10]
- Шорин-риу Шидокан
- Шутбоксинг
- Шутфайтинг
- Шоринджи Кемпо
- Система е руско бойно изкуство. Тя се дели на два вида Система Кадочникова и система Рябко.
- Тайдзи цюан
- Ваджра мушти
- Вале тудо
- Вовинам (Vovinam) е виетнамско бойно изкуство, което може да бъде практикувано както с помощни оръжия, така и само с голи ръце[11].
- Син и Цюан(Xing Yi Quan)
- Зен Бу Кан Кемпо

#### Бойни видове спорт с оръжия
- Хвърляне на брадва
- Бато-джуцу
- Борба с мечове от пяна(Boffer fighting)
- Арнис(Arnis) е национален спорт и бойно изкуство, идващо Филипините.
- Египетска фехтовка
- Фехтовка
- Гатка (Gatka) е традиционна южноазиатска форма на бойно обучение
- Ходзьодзюцуе е традиционното японско бойно изкуство за ограничаване движението на човека чрез въже.
- Иайдо
- Иайджуцу
- Джодо
- Джодо пау(Jogo do pau) е съвкупност от галисийски и португалски бойни изкуства, практикувани около река Миню.
- Джукендо
- Джитеджуцу (Jittejutsu)
- Кендо
- Кенджуцу (剣 術) е събирателно понятие за всички (корю) школи на японския бой с меч, по-специално на тези, които предхождат периода Мейджи. Съвременните стилове на кендо и иаидо, създадени през 20 век, включват и модерна форма на кенджуцу в тяхната учебна програма.
- Краби-крабонге е оръжейно бойно изкуство идващо от Тайланд.
- Кунг фу
- Кюдо
- Кюджуцу
- Модерен Арнис
- Наджинатаджуцу(Naginatajutsu)
- Борба с пръчка Нгуни от Южна Африка
- Кобудо от Окинава
- Шурикенджуцу
- Silambam
- Соджуцу
- Борба с меч
- Ушу(Wushu (sport))
- Кумдо
- Винг Чун

#### Групови игри
- Страйкбол
- Лазертаг
- Пейнтбол

### Билярд
Основна статия: Билярд
- Карамбол (Френски билярд)
  - 3 cushion
  - Five-pins
  - Balkline and straight rail
  - Четвърта топка (yotsudama)
  - Артистичен билярд
- Новус е национален спорт на Латвия
- Пул билярд
  - Осма топка
  - Блекбол
  - Девета топка
  - Стрейт (14.1 или продължителен пул)
  - Един джоб
  - Трета топка
  - Седма топка
  - Десета топка
  - Rotation (pool)
  - Билярд с бейзболен джоб
  - Cribbage
  - Bank pool
  - Артистичен пул
  - Trickshot
  - Скоростен пул
  - Bowlliards
  - Чикаго
  - Кели
  - Cutthroat
  - Килър
  - Руски билярд
- Снукър
  - Бразилски снукър
  - Снукър с шест топки
  - Снукър плюс
- Хибридни игри с джобни игри
  - Английски билярд
  - Bottle pool
  - Каубой
- Видове билярд с препятствия
  - Багатела
  - Бар билярд
  - Бъмпър
- Билярд на маса
  - Джаги

### Конен спорт
Конен спорт е вид спорт, свързан с яздене на коне.
- Бузкаши[12]
- Барел[13]
- Campdrafting – австралийско родео
- Джирит
- Мексиканско родео
- Чилийско родео
- Крос-кънтри[14]
- Кътинг
- Обездка(Dressage) е класическата обездка при състезания[15]
- Ендюрънс
- Инглиш плежър
- Ездаческо изкуство
- Всестранна езда
- Волтижировка
- Gymkhana
- Състезание за двуколки
- Конни надбягвания
- Хорсбол
- Лов
- Hunter-jumpers
- Jousting
- Пато
- Рейнинг е западно ездачно състезание за коне, където ездачите направляват конете по точен модел на кръгове, завъртания и спирания.
- Родео
- Конкур
- Стипълчейс
- Сюрпапах
- Tийм пенинг
- Тент-пегинг
- Уестърн плежър

### Риболов
Основна статия: Риболов
- Въдичарство
- Морски риболов
- Риболов с прът или макара
- Риболов с голи ръце
- Подводен риболов
- Спортен риболов
- Крайбрежен риболов
- Риболов на скала
- Риболов на муха
- Риболов на лед

### Фризби
- Бийч ултимейт
- Кучешко фризби
- Диск голф
- Градски диск голф
- Додж фризби(Dodge disc) е дискова игра, вдъхновена от доджбола, включваща отбори, които хвърлят летящ диск (вместо топки) на играчите от противниковия отбор.
- Double disc court
- Flutterguts
- Фриистайл
- Турнири фриистайл
- Голтимейт
- Guts
- Хот бокс
- Ултимейт

### Футбол
Основна статия: Футбол
- В древността
  - Чинлоун
  - Цуджу(Cuju)[16]
  - Episkyros е игра с топка, която се играела в Древна Гърция.
  - Харпастум(Harpastum) е древноримска игра с топка.
  - Кемари
  - Ки-о-Рахи е новазеландска игра с малка топка.
  - Марн Гроук(Marn Grook)
  - Woggabaliri
  - Yubi lakpi

- Средновековен футбол
  - Ба(Ba game) е разновидност на футболната игра с произход Шотландия.
  - Caid е сборно име на няколко вида ирландски древни и традиционни футболни игри.
  - Фиорентински футбол или Калчо Фиорентино представлява ранна версия на футбола в Италия от 16век.
  - Кампбол(Camping (game)) е английски футбол, игран през Средновековието.
  - Chester-ли-Стрийт
  - Cnapan е уелска форма на келтския срудновековен футбол.
  - Хвърляне на сребърна топка(Cornish hurling) е отборна игра на открито с произход Корнуел, Англия.
  - Haxey Hood
  - Knattleikr e викингска игра с топка от Исландия.
  - La Soule е традиционна отборна игра от Нормандия и Пикардия.
  - Lelo burti е грузински народен спорт.
  - Кралски Великденски футбол е английска футболна игра, идваща от Дарбишър.
  - Нагорни-Надолни е вид английски футбол с произход Западна Къмбрия.

- Съвременен футбол
  - Жоркибол(Jorkyball)
  - Параолимпийски футбол
  - Футбол с колички
  - Намалени варианти по типове
    - Файв а сайд (Five-a-side football)е вариант на футбола, в който всеки отбор полета петима играчи (четири полеви играчи и един вратар).
      - Плажен футбол
      - Футбол де Салао
      - Футзал
      - Папи футбол(Papi fut)

    - Футбол на закрито
    - Футбол от сериите Masters

  - Уличен футбол
    - Свободен футбол
    - Жонглиране с топка

  - Кален футбол
  - Футбол на три вратички
- Австралийски футбол
  - Nine-a-side footy
  - Рек фути(Rec footy)
  - Метро фути(Metro footy)
- Английски училищен футбол
  - Итън колидж
    - Полева игра
    - Eton wall game

  - Хароу
- Галуейски футбол
  - Женски галуейски футбол
- Гридирон(Gridiron football)
  - Американски футбол
    - С 8 играча
    - Флаг-футбол
    - Американски футбол на закрито
    - Американски футбол на арена
    - Американски футбол с 9 играча
    - Американски футбол с 6 играча
    - Спринт-футбол
    - Футбол с докосване

  - Канадски футбол
  - Уличен футбол (американски)
- Ръгби футбол
  - Плажно ръгби
  - Ръгби лига
    - Мастърс Ръгби Лига
    - Мод-Лига
    - Ръгби лига 9
    - Ръгби лига 7
    - Touch football
    - Ръгби лига за инвалидни колички

  - Ръгби юниън(Rugby union)
    - Ръгби Американски флаг
    - Мини ръгби
    - Ръгби 7
    - Таг ръгби
    - Touch rugby
    - Ръгби 10
    - Ръгби на сняг
- Хибридни видове футбол:
  - Austus
  - Итънска игра на стена
  - International rules football е отборен футбол в който се срещат австралийския и галуейския фотбол.
  - Самоански футбол е игра обединяваща австралийския футбол и ръгби, който се играе в Самоа.
  - Спийдбол(Speedball (American ball game))
  - Универсален футбол(Universal football)
  - Волата

### Голф
Основна статия: Голф
- Миниатюрен голф
- Мач плей
- Скинс
- Бърз голф
- Строук голф
- Отборна игра
  - Шотгун старт

### Гимнастика
Основна статия: Гимнастика
- Акробатична гимнастика
- Аеробна гимнастика
- Спортна гимнастика
  - Греда
  - Земя
  - Висилка
  - Успоредка
  - Кон
  - Халки
  - Успоредка
  - Прескок
- Жунглиране
- Художествена гимнастика
  - Топка
  - Бухалка
  - Обръч
  - Панделка
  - Въже
- Скок с въже
- Ходене върху въже
- Скачане на батут
- Спортен трапец
  - Летящ трапец
  - Статичен трапец
  - Акробатика

### Хандбал семейство
Основна статия: Хандбал
- Голбал
- Чукбол[17]
- Отборен хандбал
  - Плажен хандбал
  - Хазена се нарича чешкия хандбал[18]
  - Хандбал на трева(Field handball)
  - Торбол
  - Водна топка

### Зимни спортове
- Хокей с топка
  - Ринк банди(Rink bandy)
- Брумбол(Broomball)
- Кърлинг
- Хокей на лед
- Ринджет(Ringette)
- Айс яхтинг[19]
- Фигурно пързаляне

### Кайт спортове
- Хвърчило с бъги
- Борба с хвърчила
- Кайт ландбординг(Kite landboarding), известен също като земен кайтбординг или флайбординг се основава на кайтсърфинга.
- Парасейлинг(Parasailing)[20]
- Сноу кайтинг
- Спорт кайт(Sport kite)

### Смесени спортни дисциплини
Десетобоя, седмобоя и петобоя се състоят от десет, седем и пет компонентни състезания, които се оценяват заедно с единна система от точки.
- Приключенски състезания(Adventure racing)
- Биатлон
- Дуатлон
- Десетобой
- Седмобой
- Двоен десетобой-Icosathlon
- Модерен петобой
- Пентатлон(Pentathlon) е старата форма на петобоя, практикуван в Древна Гърция.
- Тетратлон
- Триатлон

### Спорт с ориентиране
- Геокешинг
- Спортно ориентиране
- Рогейн
- Letterboxing
- Waymarking

### Видове пилота
- Американски хандбал
- Австралийски хандбал
- Баска пилота
- Джай алай
- Файвс(Fives)
  - Итън 5(Eton Fives)
  - Ръгби 5(Rugby Fives)
- Фризиански хандбал (нидерландски хандбал)
- Квадрат(Four square)
- Галуейски хандбал
- Же де пом(Jeu de paume)
- Пала от Тоскана
- Патбол(Patball)
- Валенсианска пилота

### Ракетни спортове
Ракетните спортове са игри, в които играчите използват ракети, за да ударят топка или друг предмет.
- Бадминтон
- Бадминтон с топка
- Баска пелота
  - Фронтенис
  - Xare
- Плажен тенис
- Маткот
- Падел
- Палета фронтон
- Pelota mixteca
- Пикълбол е ракетен спорт, който съчетава елементи от бадминтона, тениса и тениса на маса.
- Плажен тенис
- Тенис на платформа
- Ракетлон(Racketlon)
- Ракетбол
- Ракетс(Rackets) е спорт на закрито, игран в Обединеното кралство, Ирландия, Съединените щати и Канада.
- Кралски тенис(Real tennis)
- Мекия тенис(Soft tennis) се различава от обикновения тенис, тъй като използва меки гумени топки вместо твърди жълти топки.
- Спийдбол
- Кросминтон[21]
- Скуош
- Хардбол скуош
- Скуош тенис(Squash tennis)
- Stické
- Тенис на маса
- Тенис

### Дистанционно управление
- Състезания със самоуправляеми самолети
- Състезания с радиоуправляеми колички
- Битка между радиоуправляеми роботи
- Състезание със слот колички

### Видове родео
Различните видове родео, произхождат от Дивия Запад.
- Яздене на бик
- Галопиране с кон между барели
- Обяздване на неоседлан кон
  - Обяздване на млад оседлан кон
  - Улавяне на бик с ласо
  - Отборна работа с ласо
- Хващане на млад бик
- Обяздване на коза

### Бягане
Основна статия Бягане
- 5 км спринт е състезание за дълги разстояния, което се провежда на разстояние от пет километра (3.1 мили)[22].
- 10 км бягане е състезание за дълги разстояния, което се провежда на разстояние от десет километра.
- Лекоатлетичен крос е спорт, в който отбори и хора провеждат състезание по бягане през пресечена местност. Дължината на маршрута обикновено варира от 3 до 12 километра. На 50 метра от стартовата линия, съдията дава сигнал на състезанието с пистолет.
- Полумаратон
- Маратон
- Бягане по шосе
- Екиден(Ekiden) е щафетно бягане по шосе на дълги разстояния съответно 5 км, 5 км, 10 км, 10 км, 5 км и 7.195 км. като щафетните играчи си предават между разстоянията лента[23].
- Вертикален маратон
- Ултрамаратон
- Бягане със снегоходки(Ultramarathoners compete at the Sahara Race 2011)
- Бягането в пресечена местност
- Планинско бягане
- Скайрънинг
- Спринт
- Бягане с препятствия

### Ветроходство
Основна статия: Ветроходство
- Айс яхтинг
- Плаване по суша
- Уиндсърф на суша
- Ветроходство
- Уиндсърфинг
- Кайтсърфинг
- Ял

### Зимни спортове

#### Ски
Основна статия: Ски
- Алпийски ски
- Фрий стайл
- Северна комбинация
- Ски северни дисциплини
  - Кроскънтри[24]
  - Стил Телемарк
- Ски скокове
- Туристически ски(Ski touring)
- Скиджоринг(Skijoring)
- Бързо каране на ски(Speed skiing)

### Шейни
- Бобслей
- Спортна шейна
- Сноубайк
- Скелетон
- Тобоган

### Спортна стрелба
Основна статия: Спортна стрелба
- Стрелба по глинени панички
  - Скийт
  - Трап
  - Спортинг
- Целева стрелба
  - Фиилд таргет
  - Fullbore target rifle
  - Пушка с висока мощност
  - Бенчрест стрелба
  - Стрелба по силует от метал
  - Практическа стрелба
  - Каубойска стрелба

### Игри със стик и топка
- Хорнусен

#### Хокей
- Хокей
- Бол хокей
- Бандо
- Бенди
  - Хокей-бокей(Rink bandy)
- Брумбол
  - Московски брумбол
- Хокей на трева [25]
  - Хокей в зала
- Флорбол(Floorball)
- Хокей на ледХокеистите Роман Хамрик и Джофри Лупул се борят помежду си
  - Пондхокей
  - Хокей за инвалиди
  - Следж хокей (за инвалиди)
  - Подводен хокей на лед
- Ринджет(Ringette)
- Ринкбол
- Хокей с ролери
  - Инлайн хокей
  - Куад
  - Скейтър хокей
- Рос(Rossall Hockey)
- Спондж
- Уличен хокей
- Подводен хокей
- Хокей на едно колело(Unicycle hockey)

#### Хърлинг и шинти
- Камадж
- Хърлинг
- Камоги
- Шинти
- Хърлинг-шинти

#### Лакрос
- Лакрос
  - Бокс лакрос
  - Лакрос на трева
  - Женски лакрос
  - Интеркрос

#### Поло
- ПолоИграч на поло.
  - Байк поло
  - Каное поло
  - Каубой поло
  - Поло със слонове
  - Поло с коне
  - Поло със сегуей
  - Поло с якове

### Улични спортове
- Фрийрън
- Сокс-хек свободен стил
- Фрийстайл футбол
- Бокинг – скачане с кокили
- Паркур
- Фрийстайл Скутеринг
- Уличен фитнес

### Игри с гоненица
Основна статия: Гоненка
- Британски булдог (американски орел)
- Уловете флага
- Хана Ичи Монме
- Криеница
- джъгър
- Кабади
- Кхо-кхо
- Удари консервата
- Озтаг
- Red rover

### Ходене
- Пешеходен туризъм
- Туристически поход сред дивата природа
- Спортно ходене
- Ходене през гора
- Ходене

### Стена и топка
Това са игри, включващи противници, удрящи топката срещу стена чрез ракета с голи ръце, ръкавици или с друга част от спортнана екипировка.
- Американски хандбал
- Австралийска хандбал
- Баска пелота
- Китайски хандбал
- Файвс
- Галуейски хандбал
- Фронтон интернационален
- Жоркибол
- Ракетбол
- СкуошИгра на скуош
- Скуош тенис
- Фронто
- Уолбол
- Уалибол(Wallyball)

### Водни и гребни спортове
Тези спортове използват вода (река, басейн и др.).

#### Кану
- Гребане с кану
- Гребане с кану аутриджър

#### Каякинг
- Крийкинг
- Фляк
- Свободен стил в (бурни води)
- Морски каяк
- Каране на каяк през тесни процепи-Squirt boating
- Сърфиране с каяк
- Каякинг в сладка вода

#### Рафтинг
- РафтингРафтинг

#### Гребане
- Гребане (спорт)
- Корниш-гребане с шест весла
- Крайбрежно и океанско гребане
  - Сърфбоут
- Скиф

#### Други видове гребни спортове
- Състезания с лодка „Дракон“
- Изправен сърф

#### Над вода =
- Водна топка
- Кану поло(Canoe polo)

- Уабода

##### Подвода
- Подводен футбол(Underwater football)
- Подводно ръгби(Underwater rugby)
- Подводен хокей

#### Състезателно плуване
- Плуване по гръб
- Бруст
- Бътерфлай
- Свободен стил
- Съчетано плуване индивидуално
- Синхронно плуване
- Съчетано плуване щафета

##### Сродни спортове
- Подводно скоростно плуване с плавници в басейн
- Подводно скоростно плуване с плавници в открити води

##### Подводни спортове
- Скоростно плуване под вода в апнеа
- Аквалион (подводна борба)
- Свободно гмуркане(Freediving)
- Подводно скоростно плуване под вода с дихателен апарат /в басейн/.
- Водолазно гмуркане
- Подводен риболов
- Шнорхелинг
- Спортно гмуркане
- Подводен хокей
- Подводно ориентиране
- Подводна фотография
- Подводна стрелба

##### Гмуркане
- Клиф – гмуркане от скала
- Скок във вода

### Вдигане на тежести
- Вдигане на тежести в Испания(Basque rural sports)
- Бодибилдинг
- Шотландски игри(Highland games)
- Вдигане на тежести
- Пауърлифтинг(Powerlifting)
- Силова атлетика(Strength athletics)-необходима е изключителна физическа издръжливост и подготвеност от спортиста.
- Steinstossen

### Моторни спортове

#### Автомобилни състезания
Основна статия:Автомобилни спортове
- Автокрос(Autocross)
- Автограс(Autograss)
- Бангер рейсинг
- Борд трак рейсинг
- Demolition derby
- Рали в пустинята
- Дърт трак
- Драг
- Дрифт
- Фолк рейс–Folkrace
- Формула 1
- Формула Либре
- Formula Student
- Hillclimbing
- Рали върху лед
- Картинг
- Състезание с най-бързите суперколи-Land speed records
- Легендс кар
- Midget car racing
- Монстър трак
- Mud bogging
- Оф роуд
- Рали с пикапи
- Production car racing
- Race of Champions(ROC)
- Rally raid
- Рали крос
- Рали
- Regularity rally
- Роуд рейсинг
- Short track motor racing
- Състезание със снежни автомобили–Сноу мобайл
- Sports car racing
- Sprint car racing
- Улични състезания
- Stock car racing
- Тайм атак
- Състезания с трактори
- Touring car racing
- Truck racing-състезания с камиони
- Vintage racing-състезания с винтиж коли
- Wheelstand competition

#### Моторни състезания
- Спринт със състезателни лодки
- Формула 1 Пауърбоут Рейсинг
- Hydroplane racing
- Джет спринт
- Offshore powerboat racing
- Джет ски

#### Мотоциклетни състезания
- Auto Race
- Board track racing
- Rally raid
- Ендюрънс
- Ендуро
- Свободен стил
- Гран При по мотоциклетизъм
- Grasstrack
- Hillclimbing
- Ice racing за мотори
- Ice speedway
- Ендуро крос
- Мотокрос
- Мотокрос драг рейсинг-Motorcycle drag racing
- Спиидуей
- Оф-Роуд
- Rally raid за мотори
- Road racing за мотори
- Супербайк
- AMA Supercross Championship
- Супермото
- Supersport racing
- FIM Sidecar World Championship
- Track racing
- Isle of Man TT
- Free-style moto (FMX)

#### Състезания с АТВ
- АТВ състезания по мотокрос

### Музикални спортове
- Color guard
- Drum and bugle corps
- Оркестър с ударни инструменти
- Маршируващ оркестър

### Други физически видове спорт
- Stihl Timbersports Series
- Woodsman

## Интелектуални спортове
Интелектуалните спортове не изискват почти никакво телесно усилие, натоварване и гъвкавост. Умните спортове, както също ги наричат са одобрени от спортните организации по света.

### Нареждане наРубик кубче
- 2x2x2
- 3x3x3
- 3x3x3 с една ръка
- 4x4x4
- 5x5x5
- 6x6x6
- 7x7x7
- Мегаминкс
- Пираминкс
- Часовника на Рубик пъзел
- Скюб
- Квадрат 1 пъзел

### Игри на дъска
Основна статия:Игра на дъска
- Аримаа
- Табла
- Шах
- Шах960 (Шах на Боби Фишер)
- Загубата на шах
- Шашка
- Китайска шашка
- Дипломация е стратегическа игра на дъска, създадена от Алан Б. Каламър през 1954 г. и пусната в търговската мрежа през 1959 г.[26]
- Домино
- Английска дама
- Го
- Гомоку
- Жаке
- Манкала
- Ма джонг
- Реверси
- Риск (игра на тронове) е стратегическа игра.
- Скрабъл
- Шоги е японски шахмат
- Шоло Гути
- Сого (Score Four)
- Стратего
- Судоку
- Сянци е китайски шах

## Спортове със състезателни средства за придвижване
- Състезателни самолети
- Състезателни яхти
- Непис – състезания на детски колички върху пясък
- Състезания със слот автомобили

## Различна класификация
Потенциални други класове спортове са изброени тук.

### Въздушни спортове
- Банзай скайдайвинг
- Бънджи скок
- Балунинг – летене в балони с горещ въздух

### Лека атлетика (писта и шосе)
- Стипъл чейс (бягане с препятствия) е състезателна надпревара в атлетиката, която произлиза от състезанието за конни надбягвания. Най-важната дистанция е бягането с препятствия на 3000 метра.
- Лекоатлетически крос[27]
- Скачане
  - Троен скок
  - Скок на дължина
  - Висок скок
  - Овчарски скок
- Хвърляне
  - Хвърляне на диск
  - Хвърляне на чук
  - Хвърляне на копие
  - Тласкане на гюле
- Спортно ходене

### Спортове за издръжливост
- Състезание с колесници
- Крос-кънтри ски бягане
- Бягане
- Колоездене
- Гребане
- Плуване
- Състезания с инвалидни колички
- Цепене на дървесина – уудчопинг

### Спортове с голов резултат
Основна статия: Гол
Спорт, при който печелим победа с гол.
- Баскетболно семейство
- Футболно семейство
- Хандбал семейство
- Хокей семейство
- Лакрос
- поло

### Ролери
- Агресивни инлайн ролери
- Артистично каране на ролери
- Фрийстайл ролери
- Каране на ролери
- Скоростно каране на ролери
- Хокей с ролери
- Ролер дерби

### Кънки
- Фигурно пързаляне
- Спортни танци на лед
- Фигурно пързаляне
- Ринкбол
- Шорттрек
- Бързо пързаляне с кънки
- Синхронно фигурно пързаляне в група

### Зимни спортове
- Бордъркрос
- Сноуборд свободен стил
- Сноубординг
- Ски скок
- Сноубайк
- Снегоходко бягане
- Скибординг

### Спортове за сила
Това са спортове за сила, които основно използват само сила.
- Канадска борба
- Олимпийско вдигане на тежести
- Пауърлифтинг
- Скално катерене
- Стронгмен
- Бой с палци
- Бой с пети
- Дърпане на въже
- Кълцане на дървесина
- Цепене на дърва
- Zourkhaneh иранска борба

### Спортна маса
- Въздушен хокей
- Табла
- Бира понг
- Игра – Свържи 4
- Билярд
- Рурска шашка
- Домино
- Headis
- Janggi
- Маджонг (известен още като Тайпе)
- Реверси (също и Отело)
- Шоги
- Скрабъл
- Субутео
- Тенис на маса
- Хокей на маса
- Пинг-понг
- Сянци